# Manuel León
Manuel León Sandoval nació el 23 de septiembre de 1987. Es un jugador de fútbol que actualmente milita en el Xelajú Mario Camposeco de la Liga Nacional de Guatemala. Es actualmente uno de los mejores volantes de recuperación de su país, destacándose altamente su resistencia física y lo puntual en la marca. Su gran fortaleza física lo demostró jugando la Liga de Campeones de la Concacaf con Xelaju, y levantó el interés de equipos de la MLS y la liga MX.

## Controversia
Manuel León fue acusado por varios aficionados, principalmente de comunicaciones por su pasado Rojo, en tener una relación con la Hija del Entrenador de la selección de Guatemala, Ever Hugo Almeida, cuyas acusaciones fueron falsas.
Es también recordado por ser junto a Ricardo Jerez, Luis Rodríguez y Carlos Ruiz, los principales descubridores del amaño de partidos.

## Clubes
| Club                              | País      | Año           |
| --------------------------------- | --------- | ------------- |
| Club Social y Deportivo Municipal | Guatemala | 2008 - 2010   |
| Universidad de San Carlos         | Guatemala | 2010 - 2011   |
| Club Social y Deportivo Municipal | Guatemala | 2011 - 2012   |
| Xelaju Mario Camposeco            | Guatemala | 2012-2013     |
| Deportivo Petapa                  | Guatemala | 2014-presente |

### Campeonatos nacionales
| Título                               | Club                              | País      | Año  |
| ------------------------------------ | --------------------------------- | --------- | ---- |
| Liga Nacional de Fútbol de Guatemala | Club Social y Deportivo Municipal | Guatemala | 2011 |

- Datos: Q5993466